# Éric Caravaca
Éric Caravaca (Rennes, 21 novembre 1966) è un attore e regista francese.
Nel 2000 ha vinto il Premio César per la migliore promessa maschile.

## Filmografia parziale

### Cinema
- Rien à faire, regia di Marion Vernoux (1999)
- C'est quoi la vie?, regia di François Dupeyron (1999)
- La Chambre des officiers, regia di François Dupeyron (2001)
- Gli amanti del Nilo (Les Amants du Nil), regia di Éric Heumann (2002)
- Novo, regia di Jean-Pierre Limosin (2002)
- Son frère, regia di Patrice Chéreau (2003)
- Violenza estrema ( Cette femme-là), regia di Guillaume Nicloux (2003)
- Monsieur Ibrahim e i fiori del Corano (Monsieur Ibrahim et les Fleurs du Coran), regia di François Dupeyron (2003)
- La raison du plus faible, regia di Lucas Belvaux (2006)
- Cliente, regia di Josiane Balasko (2008)
- Nuit de chien, regia di Werner Schroeter (2008)
- La petite chambre, regia di Stéphanie Chuat e Véronique Reymond (2010)
- Pollo alle prugne (Poulet aux prunes), regia di Marjane Satrapi e Vincent Paronnaud (2011)
- Pregiudizio (Prejudice), regia di Antoine Cuypers (2015)
- Ritorno in Borgogna (Ce qui nous lie), regia di Cédric Klapisch (2017)
- L'amant d'un jour, regia di Philippe Garrel (2017)
- Grazie a Dio (Grâce à Dieu), regia di François Ozon (2019)
- È andato tutto bene (Tout s'est bien passé), regia di François Ozon (2021)
- Tre amiche (Trois Amies), regia di Emmanuel Mouret (2024)

### Televisione
- Si j'étais elle (2004)
- Adieu De Gaulle adieu (2009)
- L'épervier (2011) - 6 episodi
- Emma (2011)
- Alias Caracalla, au coeur de la Résistance (2013)
- Paris (2015) - 6 ep.
- Un village français (2017) - 5 ep.
- Aux animaux la guerre (2018) - 6 ep.
- Ippocrate - Specializzandi in corsia (Hippocrate) – serie TV (2018-in corso)

## Doppiatori italiani
Nelle versioni in italiano delle opere in cui ha recitato, Éric Caravaca è stato doppiato da:
- David Vivanti in Grazie a Dio, È andato tutto bene
- Alessandro Quarta in Son frère
- Gianluca Iacono in Pollo alle prugne
- Lorenzo Scattorin in Ritorno in Borgogna